# Guo Shuang
Dans ce nom, le nom de famille, Guo, précède le nom personnel.
Guo Shuang (chinois : 郭爽 ; pinyin : Guō Shuǎng), née le 26 février 1986, est une coureuse cycliste chinoise spécialiste de la piste.

## Palmarès

### Jeux olympiques
- Pékin 2008
  -  Médaillée de bronze de la vitesse individuelle
- Londres 2012
  -  Médaillée d'argent de vitesse par équipes (avec Gong Jinjie)
  -  Médaillée d'argent du keirin
  -  Médaillée de bronze de la vitesse individuelle

### Championnats du monde
- Moscou 2003 (juniors)
  -  Championne du monde du 500 mètres juniors
  -  Championne du monde du keirin juniors
  -  Championne du monde de vitesse juniors
- Los Angeles 2004 (juniors)
  -  Championne du monde du 500 mètres juniors
  -  Championne du monde de vitesse juniors
- Bordeaux 2006
  -  Médaillée de bronze de la vitesse
  -  Médaillée de bronze du keirin
- Palma de Majorque 2007
  -  Médaillée d'argent de la vitesse
  -  Médaillée d'argent du keirin
- Pruszkow 2009
  -  Championne du monde du keirin
  - 5e de la vitesse individuelle
- Ballerup 2010
  -  Médaillée d'argent de la vitesse
- Apeldoorn 2011
  -  Médaillée de bronze de la vitesse par équipes (avec Gong Jinjie)
  - 4e du keirin
  - 8e de la vitesse individuelle
- Melbourne 2012
  -  Médaillée d'argent de la vitesse par équipes (avec Gong Jinjie)
  - 4e du keirin
  - 5e de la vitesse individuelle
- Minsk 2013
  -  Médaillée d'argent de la vitesse par équipes (avec Gong Jinjie)
  - 4e de la vitesse individuelle
- Saint-Quentin-en-Yvelines 2015
  - 5e de la vitesse par équipes
  - 11e du keirin
- Londres 2016
  - 4e du keirin
- Hong Kong 2017
  - 11e du keirin[1]

### Coupe du monde
| - 2004 - 1re du keirin à Moscou - 1re du keirin à Sydney - 2004-2005 - 2e de la vitesse à Sydney - 2e du keirin à Sydney - 2005-2006 - 2e du 500 mètres à Los Angeles - 2e du keirin à Los Angeles - 3e de la vitesse à Los Angeles - 3e de la vitesse à Manchester - 2006-2007 - Classement général du keirin - 1re du keirin à Sydney - 1re du keirin à Los Angeles - 2e de la vitesse à Manchester - 3e du keirin à Manchester - 3e du 500 mètres à Los Angeles - 2007-2008 - 3e de la vitesse par équipes à Pekin - 3e de la vitesse à Copenhague - 2008-2009 - 2e du keirin à Pekin - 3e de la vitesse par équipes à Copenhague - 3e du keirin à Copenhague - 2009-2010 - Classement général de la vitesse - 1re de la vitesse à Pékin - 2e de la vitesse à Manchester - 2e de la vitesse à Melbourne - Classement général du keirin - 1re du keirin à Pékin - 2e du keirin à Manchester - 2e du keirin à Melbourne | - 2010-2011 - 1re de la vitesse par équipes à Melbourne (avec Gong Jinjie) - 1re du keirin à Manchester - 2e de la vitesse à Manchester - 2e de la vitesse par équipes à Manchester - 2011-2012 - Classement général de la vitesse - 1re de la vitesse à Pékin - 1re de la vitesse à Londres - 1re de la vitesse par équipes à Pékin (avec Gong Jinjie) - 1re du keirin à Pékin - 3e du keirin à Londres - 3e de la vitesse par équipes à Londres - 2014-2015 - Classement général du keirin - 1re du keirin à Guadalajara - 1re du keirin à Londres - 2e de la vitesse à Guadalajara - 2e de la vitesse à Cali - 2015-2016 - Classement général de la vitesse - 1re de la vitesse à Cali - Classement général du keirin - 1re du keirin à Cambridge - 2e du keirin à Cali |

### Championnats d'Asie
- Bangkok 2007
  -  Championne d'Asie de vitesse
  -  Championne d'Asie de vitesse par équipes
  -  Médaillée d'argent du 500 mètres
- Charjah 2010
  -  Championne d'Asie de vitesse
  -  Championne d'Asie du 500 mètres
- Nakhon Ratchasima 2011
  -  Championne d'Asie de vitesse
  -  Championne d'Asie de keirin
  -  Médaillée d'argent du 500 mètres

### Jeux Asiatiques
- Doha 2006 
  -  Médaillée d'or du 500 mètres
  -  Médaillée d'or de la vitesse
- Guangzhou 2010
  -  Médaillée d'or de la vitesse
  -  Médaillée d'argent du 500 mètres

### Autres
- 2011
  -  Médaillée d'or de la vitesse à l'Universiade d'été